# Münchhausen (Hesja)
Münchhausen – miejscowość i gmina w kraju związkowym Hesja, w rejencji Gießen, w powiecie Marburg-Biedenkopf.